# Franz Baumann (Architekt)
Franz Baumann (* 19. März 1892 in Innsbruck; † 28. August 1974 ebenda) war ein österreichischer Architekt und bedeutender Vertreter der Tiroler Moderne.

## Leben
Franz Baumann machte von 1910 bis 1913 ein Praktikum bei der Baufirma Musch & Lun in Meran. Im Ersten Weltkrieg war er Soldat. Im Jahr 1918 trat er in das neu gegründete Atelier Lois Welzenbachers ein. Baumann war von 1919 bis 1927 bei der Baufirma Grissemann & Walch tätig.
Baumann schloss 1923 die Ausbildung zum Baumeister ab. Er war freischaffender Architekt von 1927 bis 1944. Am 27. Mai 1938 beantragte er die Aufnahme in die NSDAP und wurde rückwirkend zum 1. Mai desselben Jahres aufgenommen (Mitgliedsnummer 6.357.753). Baumann absolvierte 1937 einen Ziviltechnikerkurs an der Universität Innsbruck und war von 1944 bis 1953 im Stadtbauamt Innsbruck tätig.

## Werke
Bauten in Innsbruck
- Nordkettenbahn, Talstation Hungerburg, Mittelstation Seegrube, Bergstation Hafelekar 1927/28
- Weinhaus Happ (Umbau), Herzog-Friedrich-Straße 1927
- Hauptschule Hötting, Fürstenweg 1929/31
- Universitätsbrücke (architektonische Gestaltung) 1930/31
- Adambräu (Innenraumgestaltung des Restaurants), Adamgasse 1935
- Villa Holzmann, Rennweg, 1936/56[4]
- Rudolfsbrunnen (Platzgestaltung), Bozner Platz 1947
- Gasthaus Tengler (Anbau), Hötting 1952/53
- Stadtsäle (Umbau), Rennweg 1957

Bauten in Nordtirol
- Einfamilienhaus Baumannhaus in Fließ[5]
- Kriegergedächtniskapelle auf dem Kalvarienberg in Kufstein, 1928[6]
- Arzthaus Mittermaier in Kössen
- Haus Rueff in Schwaz, 1928[7]

Bauten in Südtirol
- Berghotel und Kapelle Monte Pana in Gröden

### Galerie

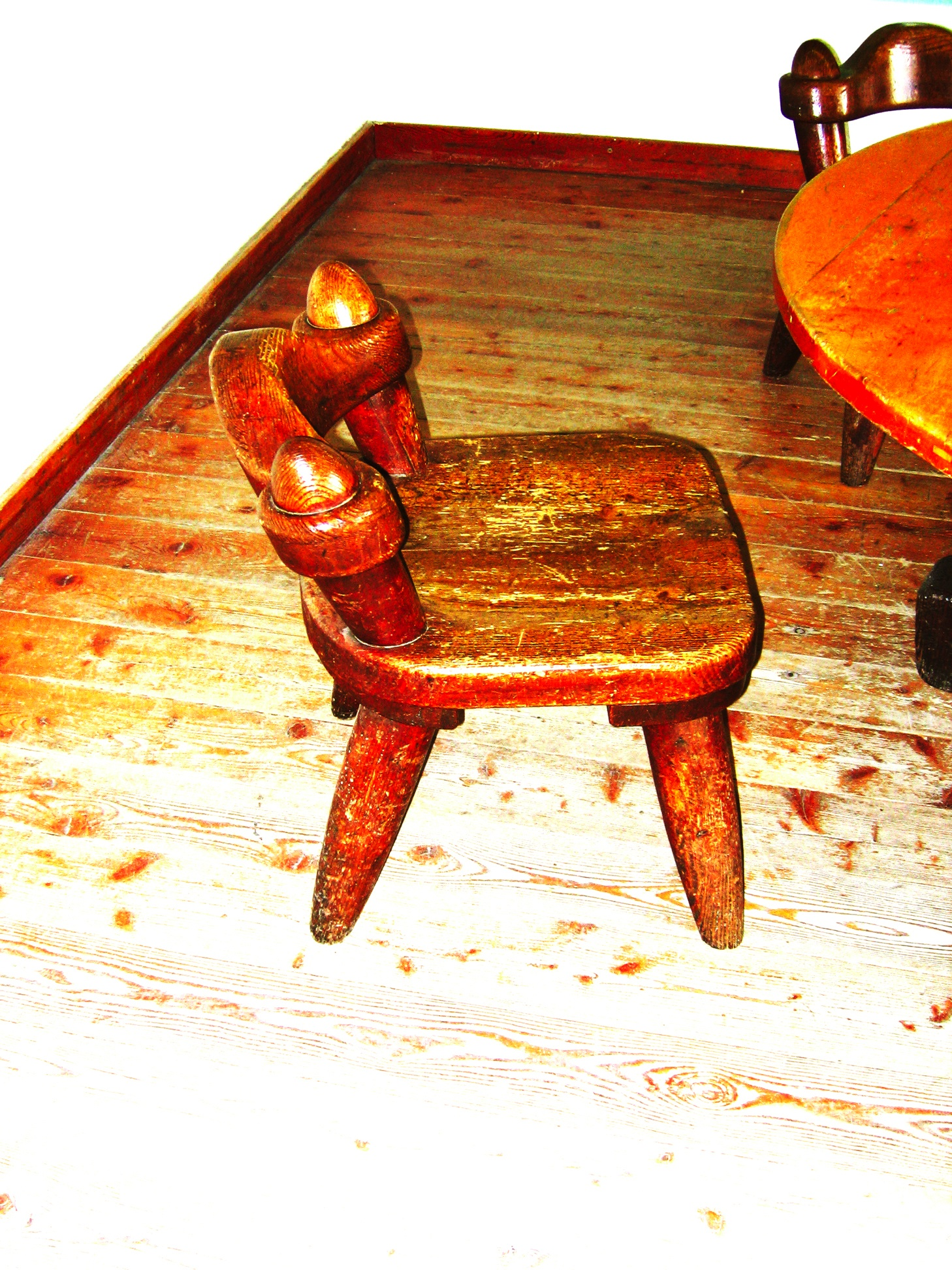
Stuhl im Innenraum der Talstation der Nordkettenbahn
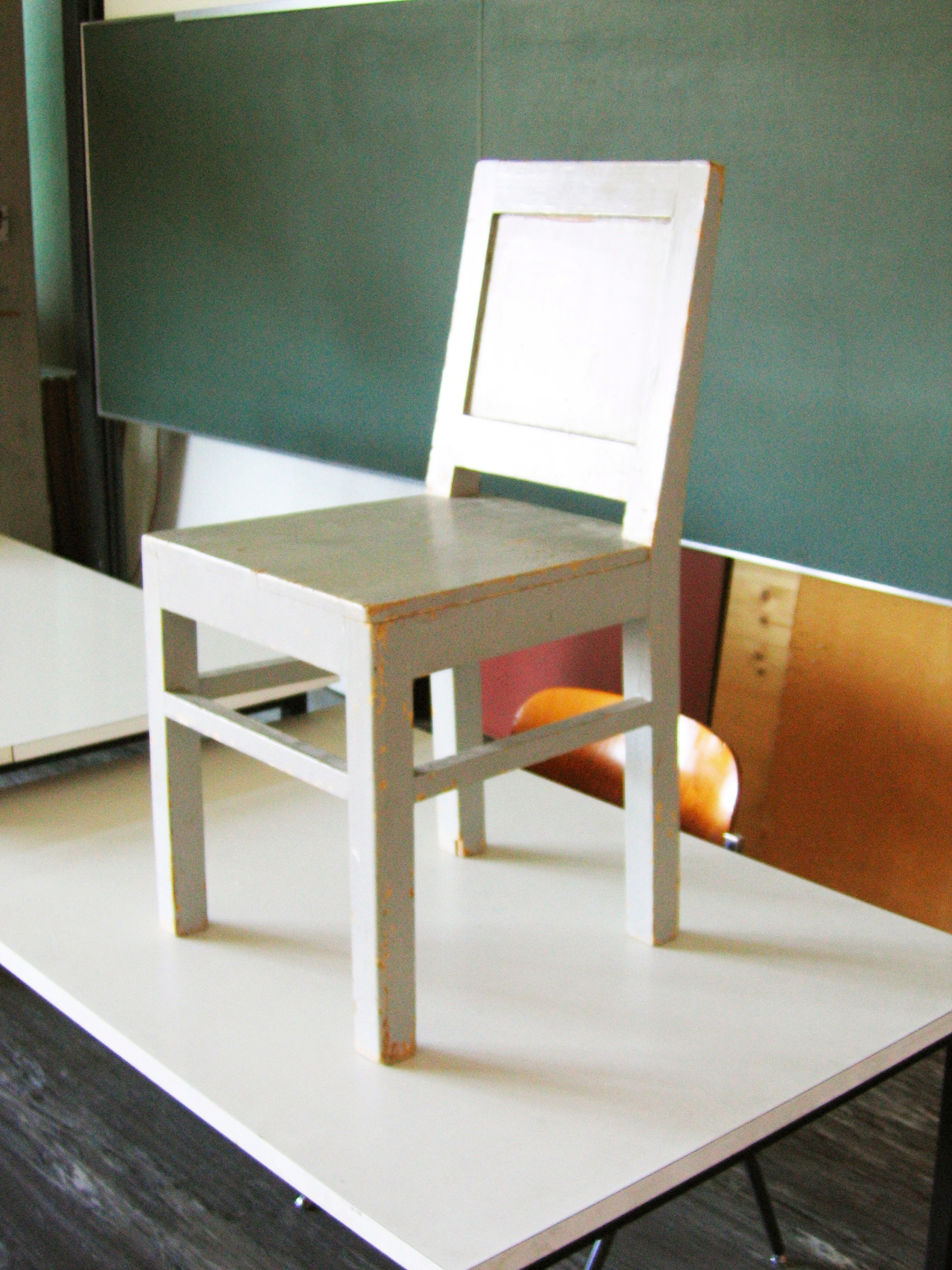
Stuhl entworfen von Franz Baumann
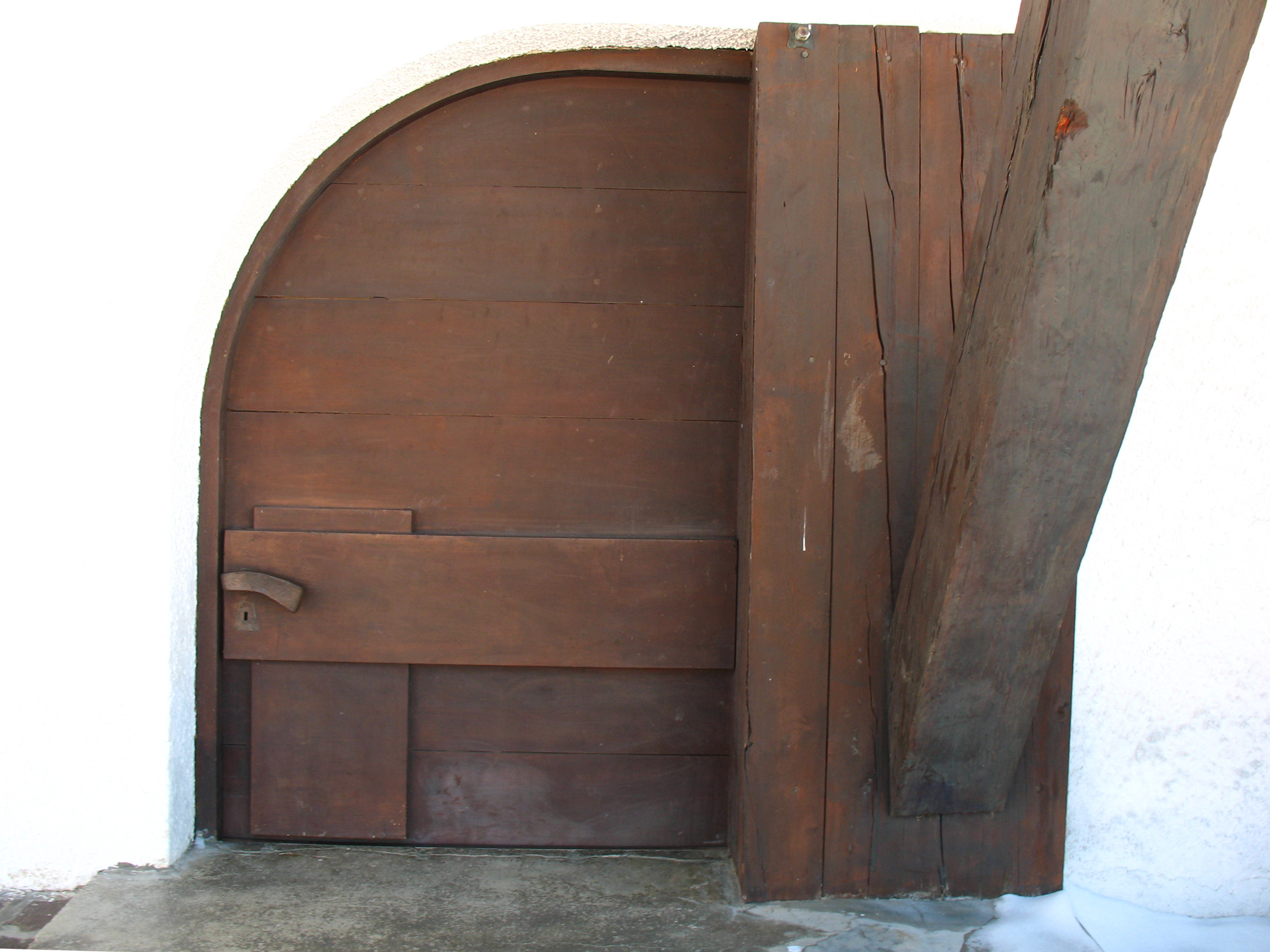
Tür der Bergkapelle von Monte Pana in St. Christina in Gröden
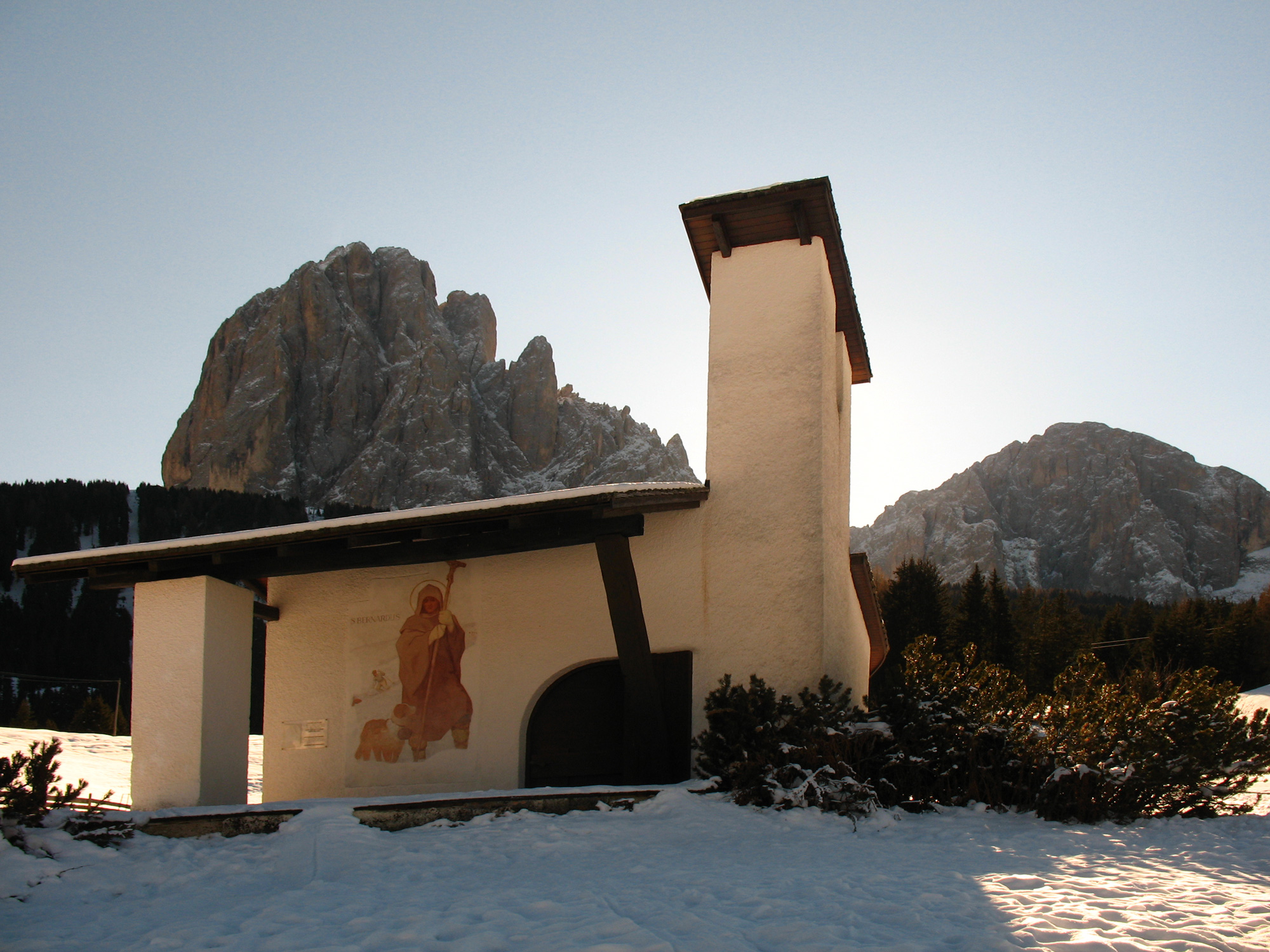
Bergkapelle von Monte Pana in St. Christina in Gröden
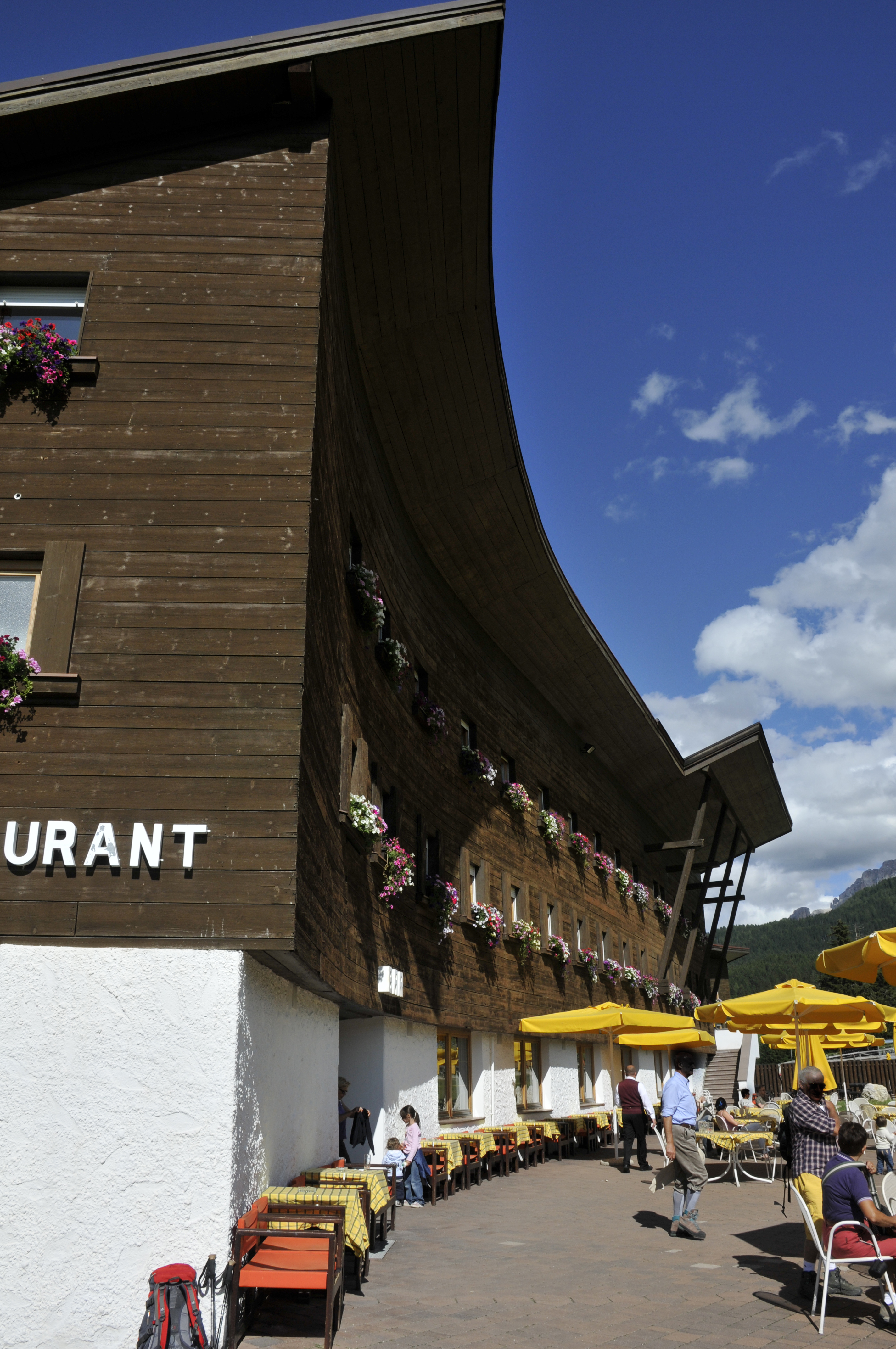
Das Berghotel Monte Pana
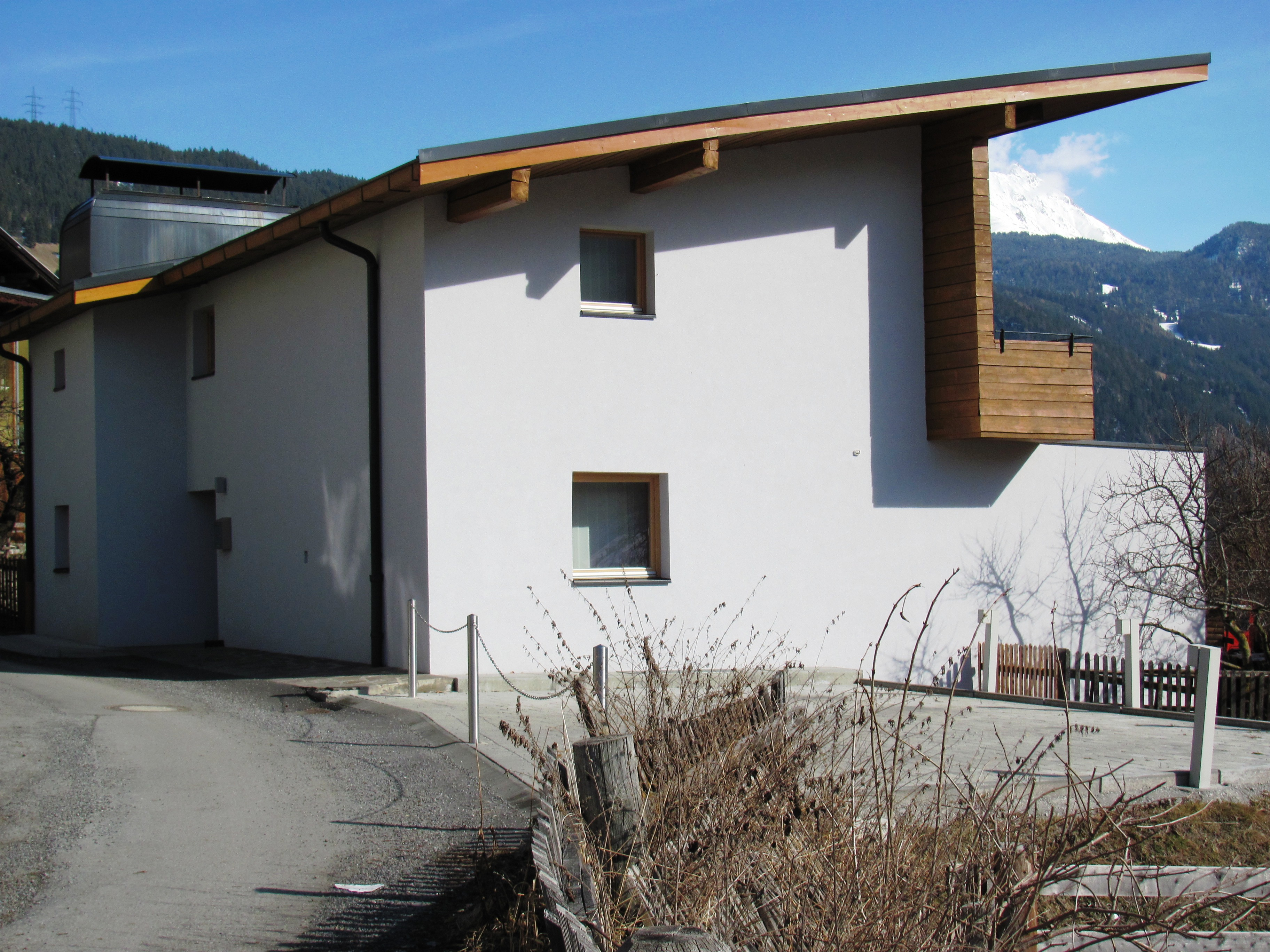
Baumannhaus in Fließ
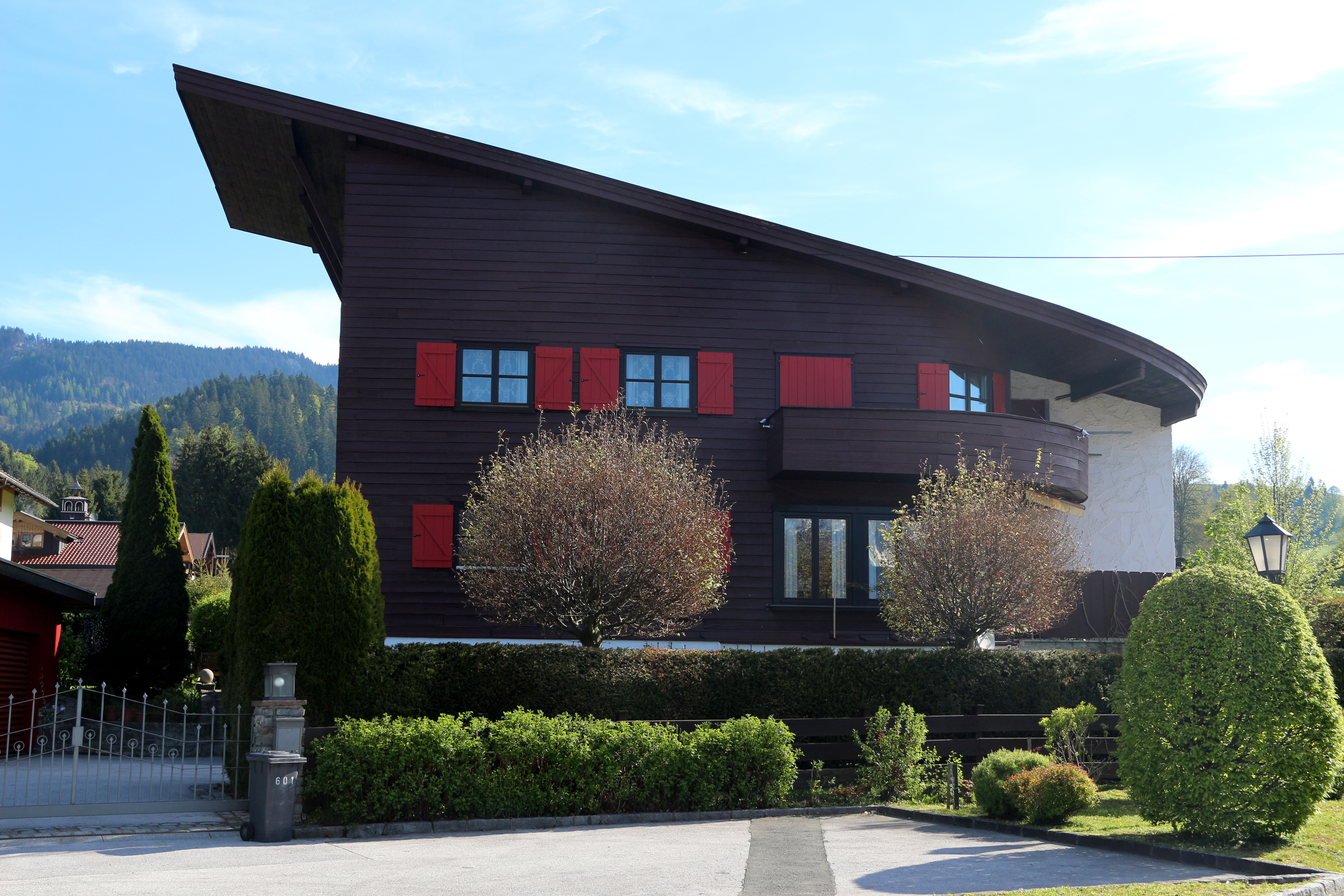
Arzthaus in Kössen